# Newin Chidchob

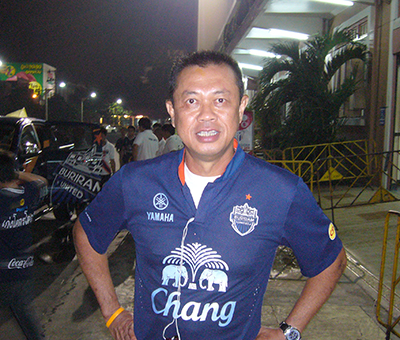
Newin Chidchob (2012)

Newin Chidchob (thailändisch เนวิน ชิดชอบ, RTGS: Chitchop, Aussprache: [neːwin t͡ɕʰítt͡ɕʰɔ̂ːp]; * 4. Oktober 1958 in Buri Ram) ist ein thailändischer Politiker. Er war ein wichtiger Vertreter der Thai-Rak-Thai-Partei von Thaksin Shinawatra und von 2005 bis 2006 Minister im Amt des Ministerpräsidenten. Nach dem Sturz Thaksins und der Auflösung der TRT wurde Newin mit einem fünfjährigen Ausschluss von politischen Ämtern belegt, dennoch nimmt er weiter wesentlichen Einfluss auf die thailändische Politik. 2008 gründeten ihm nahestehende Abgeordnete die Bhumjaithai-Partei, deren faktischer Anführer Newin ist. Er gilt als politischer Strippenzieher von landesweitem Einfluss. Seit 2009 ist er Eigentümer und Präsident des Fußballvereins Buriram United.

## Leben und Wirken
Newins Heimatprovinz Buri Ram liegt im Süden der Region Isan, an der Grenze zu Kambodscha. Seine Familie stammt aus dem Volk der Khmer. Newins männliche Vorfahren waren Elefantentreiber (Mahuts). Sein Vater, Chai Chidchob war Gemeindevorsteher (kamnan) und später Politiker. Newin Chidchob erhielt seinen Vornamen nach Ne Win, dem früheren Machthaber von Birma.
Newin folgte seinem Vater Chai, der sich als Gemeindevorsteher und Eigentümer von Steinmühlen relativ großen Einfluss in der Heimatprovinz verschaffte und ab 1969 bei jeder Wahl wieder ins Parlament gewählt wurde, in die Politik. Chai und Newin führten eine Gruppe von Abgeordneten aus Buri Ram, die von Wahl zu Wahl immer wieder neu entschied, für welche Partei sie antraten. Newin wurde wiederholt Stimmenkauf vorgeworfen. 1988 wurde er für die Vereinte Demokratische Partei zum ersten Mal ins Parlament gewählt. Im März 1992 wechselte er zur Samakkhi-Tham-Partei, im September des gleichen Jahres zur Chart-Thai-Partei. Als diese 1995 die Wahl gewann, wurde Newin stellvertretender Finanzminister im Kabinett von Banharn Silpa-archa. 1996 war Newin in den Skandal um die Bangkok Bank of Commerce verwickelt, die vor ihrem Zusammenbruch wegen übermäßig riskanter und teilweise betrügerischer Geschäfte die Chart-Thai-Partei und deren Politiker, auch Newin, großzügig finanziell unterstützt hatte. Die Regierung zerbrach und Newin wechselte mit seiner Gruppe (ab 1996 war auch seine Frau Karuna Abgeordnete) zur Solidaritätspartei. Von 1997 bis 2001 war Newin stellvertretender Landwirtschaftsminister in der Regierung von Chuan Leekpai. 2001 kehrte Newins Gruppe zur Chart-Thai-Partei zurück.
Der neue Ministerpräsident Thaksin Shinawatra machte Newin im März 2002 zum stellvertretenden Handelsminister, bei der Regierungsumbildung im Oktober desselben Jahres wieder zum stellvertretenden Landwirtschaftsminister. 2004 liefen Newin und seine Gruppe zu Thaksins Thai-Rak-Thai-Partei über. Innerhalb der TRT, die aus mehreren innerparteilichen Flügeln zusammengesetzt war, führte Newin die sogenannte „Buriram-Gruppe“. Nach der Wahl 2005 behielt er das Amt des stellvertretenden Landwirtschaftsministers, im August wurde er jedoch Minister im Amt des Ministerpräsidenten. Die Regierung wurde im September 2006 durch einen Militärputsch gestürzt. Die Thai-Rak-Thai-Partei wurde 2007 durch einen Beschluss des Verfassungstribunals wegen Wahlrechtsverstößen aufgelöst, ihre führenden Mitglieder, darunter auch Newin, für fünf Jahre von politischen Ämtern ausgeschlossen. Die meisten ihrer Abgeordneten, darunter auch die „Gruppe der Freunde Newins“ (klum phuean Newin), formierten sich jedoch als Partei der Volksmacht (PPP) wieder.
Newin galt als Hauptstratege Thaksins und als Schlüsselfigur in der PPP. Die Partei gewann die Wahl im September 2007 und Newins Vater wurde Parlamentspräsident. Im Dezember 2008 löste das Verfassungsgericht aber auch die PPP auf. Die „Gruppe der Freunde Newins“ wechselte bei dieser Gelegenheit die Seiten. Sie schloss sich nicht der von Thaksin unterstützten PPP-Nachfolgerin Pheu-Thai-Partei an, sondern bildete die Bhumjaithai-Partei, die eine Koalition mit der zuvor oppositionellen Demokratischen Partei einging und deren Vorsitzenden Abhisit Vejjajiva ins Amt des Ministerpräsidenten verhalf. Der Grund hierfür waren vermutlich Geldzahlungen, die Newin mit der Führung der Demokraten beziehungsweise der Militärspitze um General Anupong Paochinda ausgehandelt haben soll. In Abhisits Regierung stellte die Bhumjaithai-Partei drei Minister und vier Vizeminister.
2009 kaufte Newin Chidchob den Thai-Premier-League-Fußballverein FC PEA, verlegte ihn von Ayutthaya nach Buri Ram und benannte ihn in Buriram PEA FC und später in Buriram United um. Er steht dem Verein seither als Präsident vor. Unter Newins Ägide gewann der Verein 2011 und 2013 die thailändische Meisterschaft, zudem 2011, 2012 und 2013 den FA-Pokal und den Ligapokal.
Newin war ein enger Vertrauter des 2018 verstorbenen Vichai Srivaddhanaprabha (vormals Raksriaksorn), dem Eigentümer der Duty-Free-Kette King Power und einem der reichsten Thailänder sowie Präsident des englischen Premier-League-Club Leicester City. King Power ist auch ein Hauptsponsor bei Newins Club Buriram United.